# Cascata dos Amores
Cascata dos Amores é um bairro de Teresópolis, cidade localizada no interior do estado do Rio de Janeiro.

## Demografia
De acordo com o Instituto Brasileiro de Geografia e Estatística (IBGE), sua população no ano de 2010 era de 244 habitantes, sendo 130 mulheres (53.3%) e 114 homens (46.7%), possuindo um total de 194 domicílios.